# Botanická zahrada Berlín

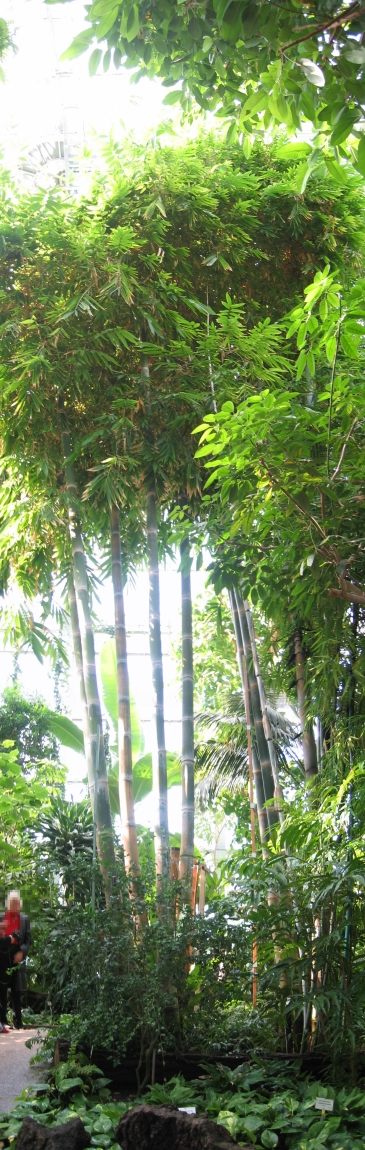
Obří bambus ve velkém pavilónu

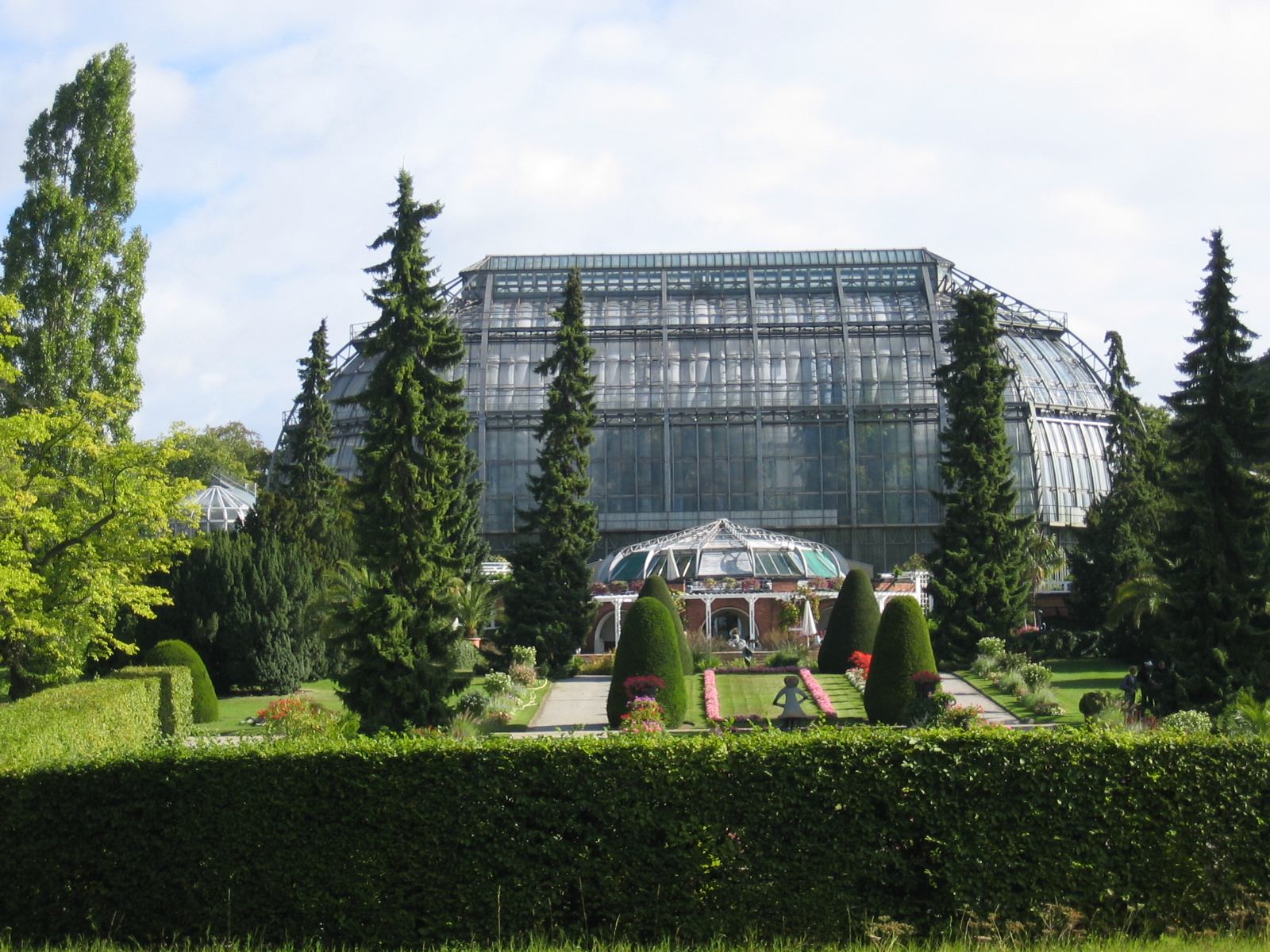
Velký pavilón

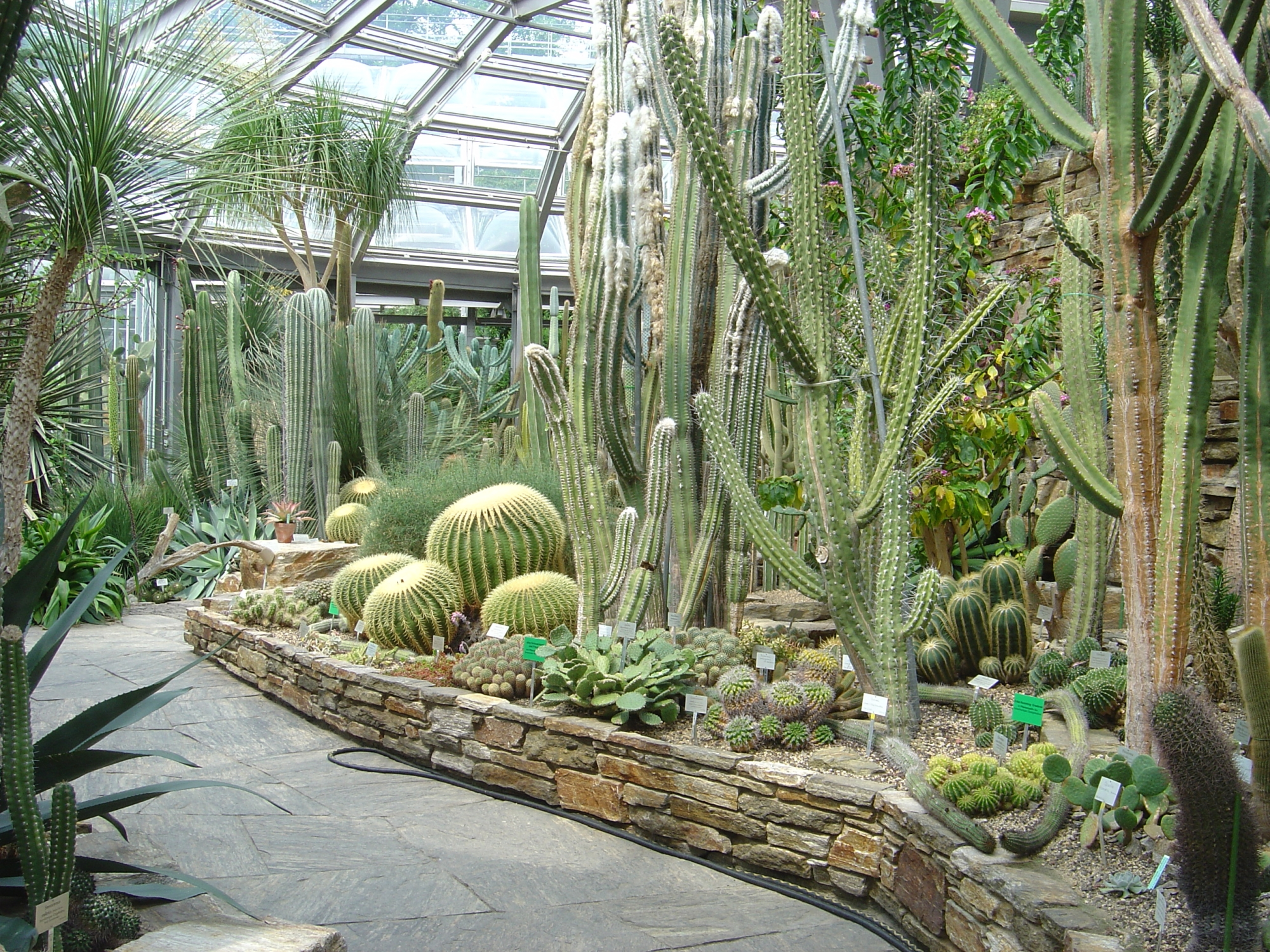
Pavilón kaktusů

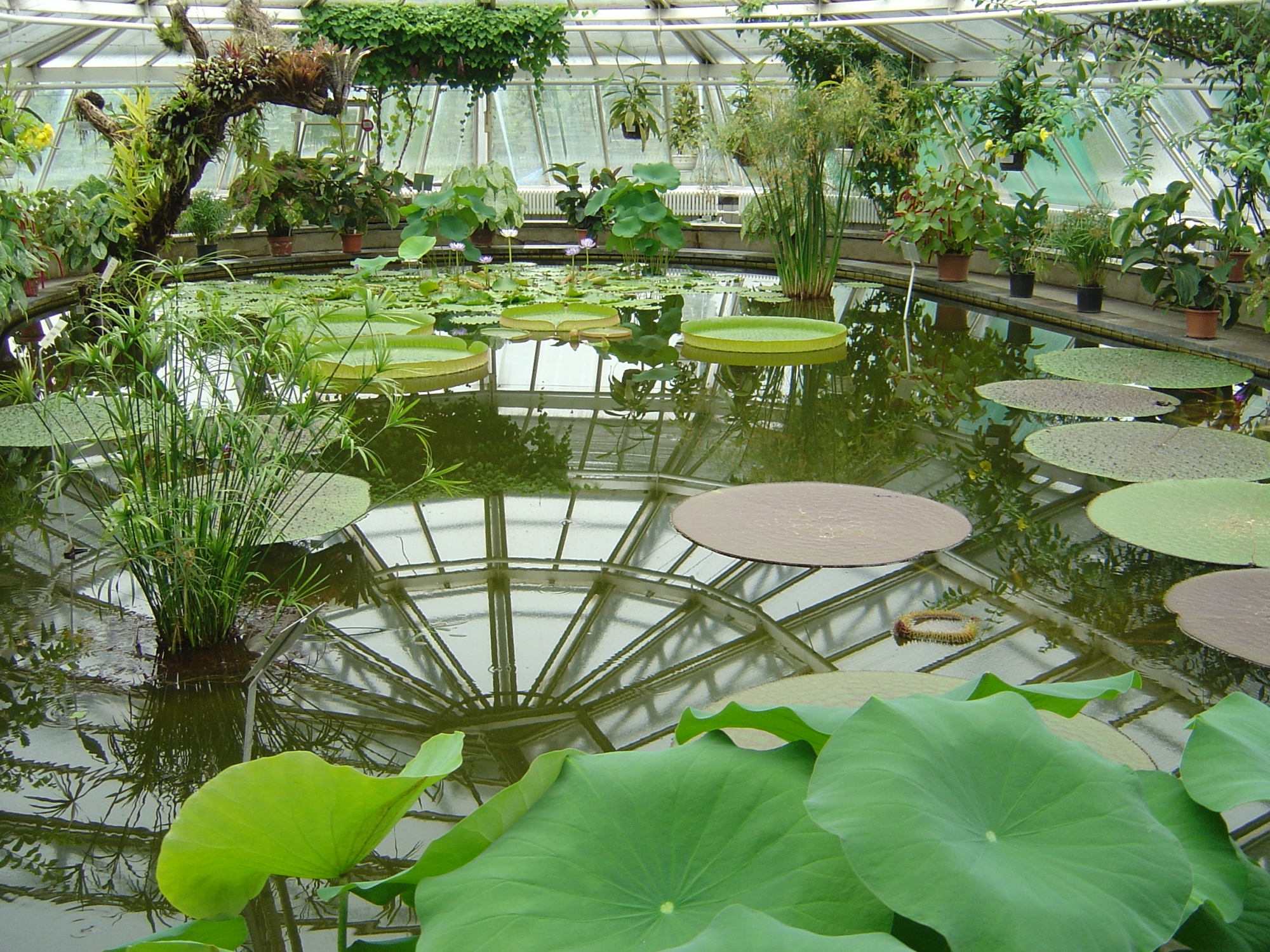
Pavilón Victoria

Berlínská botanická zahrada patří svou rozlohou přes 43 hektarů a s přibližně 22 000 různých druhů rostlin k největším a nejvýznamnějším botanickým zahradám na světě a je současně největší botanickou zahradou v Evropě. Leží na okraji čtvrti Dahlem na jihozápadním okraji města a je dostupná od stanice metra U3 Podbielskiallee (asi 1 km). Dnes patří Svobodné univerzitě (Freie Universität), přidruženo je k ní i Botanické muzeum se sbírkou rostlinných preparátů, herbariem a knihovnou.

## Historie
Zahrada byla postavena v letech 1897 až 1910 pod vedením architekta Adolfa Englera jako náhrada starší zahrady v centru města, založené roku 1679, která se však už nemohla rozšiřovat. Při zřízení zahrady hrála velkou roli myšlenka možnosti prezentace a zejména výzkumu exotických rostlin tehdejších německých kolonií v Africe a v Tichomoří.

## Popis
V botanické zahradě je řada budov a skleníků, jako např. pavilón kaktusů nebo pavilon Victoria, s množstvím exotických rostlin. Roste zde například mnoho orchidejí, masožravých rostlin a také obří leknín viktorie královská. Všechny skleníky dohromady zabírají plochu 6 000 m².
Další exempláře se nacházejí mimo skleníky a pavilóny na volné ploše v různých geograficky tříděných odděleních s celkovou rozlohou 13 hektarů a dále v arboretu (s plochou 14 hektarů) a dalších systematických odděleních.
Nejznámější stavbou je bezesporu Velký pavilón (Das Große Tropenhaus), největší skleník na světě. Jedná se o zasklenou ocelovou konstrukci, vysokou 25 metrů o rozloze 30 krát 60 metrů. Při konstantní teplotě 30 °C je zde udržována vysoká vlhkost vzduchu a daří se zde mnoha tropickým rostlinám, k nimž patří i obří bambus.